# Makkabi Deutschland

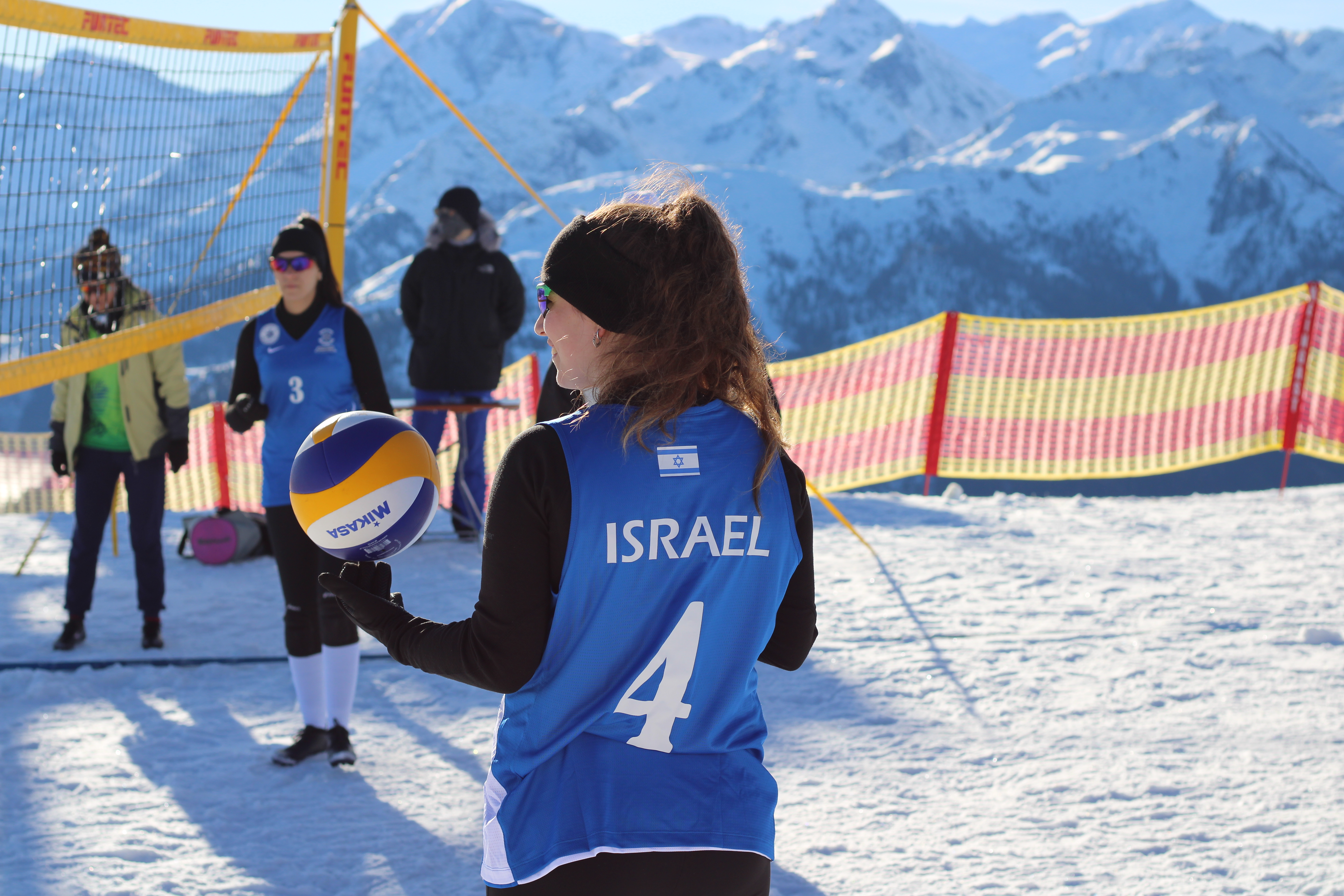
Makkabi Deutschland WinterGames 2023

Makkabi Deutschland ist der jüdische Turn- und Sportverband in Deutschland. Von den über 30 deutschlandweit existierenden Makkabi-Ortsvereinen ist der TuS Makkabi Frankfurt der größte Turn- und Sportverein aller Makkabi-Vereine in Deutschland.

## Geschichte

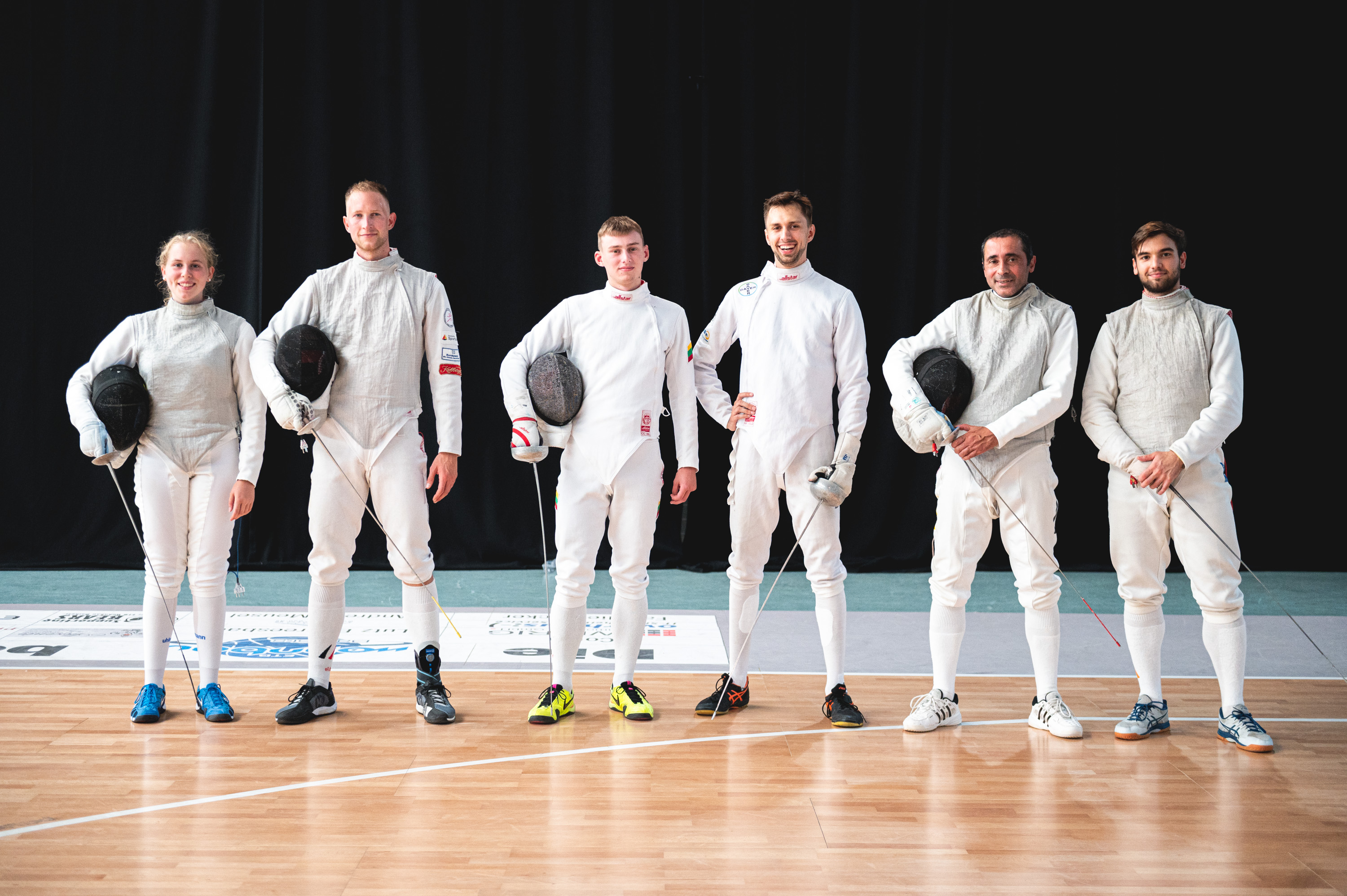
Die Fechtabteilung von Makkabi Deutschland

Im Jahr 1898 wurde in Berlin der erste Jüdische Turn- und Sportverein Bar Kochba gegründet, 1923 folgte der FC Maccabi Düsseldorf (heute Maccabi Düsseldorf), der neben Berlin der älteste Maccabi-Verein Deutschlands ist. Makkabi Deutschland wurde im Jahr 1903 von deutsch-jüdischen Sportvereinen als Dachverband gegründet. Er war Gründungsmitglied der Makkabi-Weltunion, die 1921 als Weltsportverband jüdischer Sportler gegründet wurde. Nach der Machtübernahme der Nationalsozialisten wurden Makkabi Deutschland und seine Mitgliedsvereine aus dem deutschen Sport ausgeschlossen und konnten nur noch untereinander wetteifern.
Während des Novemberpogroms am 9. November 1938 wurde das Büro des Präsidenten des deutschen Makkabi-Verbandes Hans Friedenthal zerstört. Der jüdischen Bevölkerung wurde jeglicher Vereinssport verboten und Makkabi Deutschland aufgelöst.

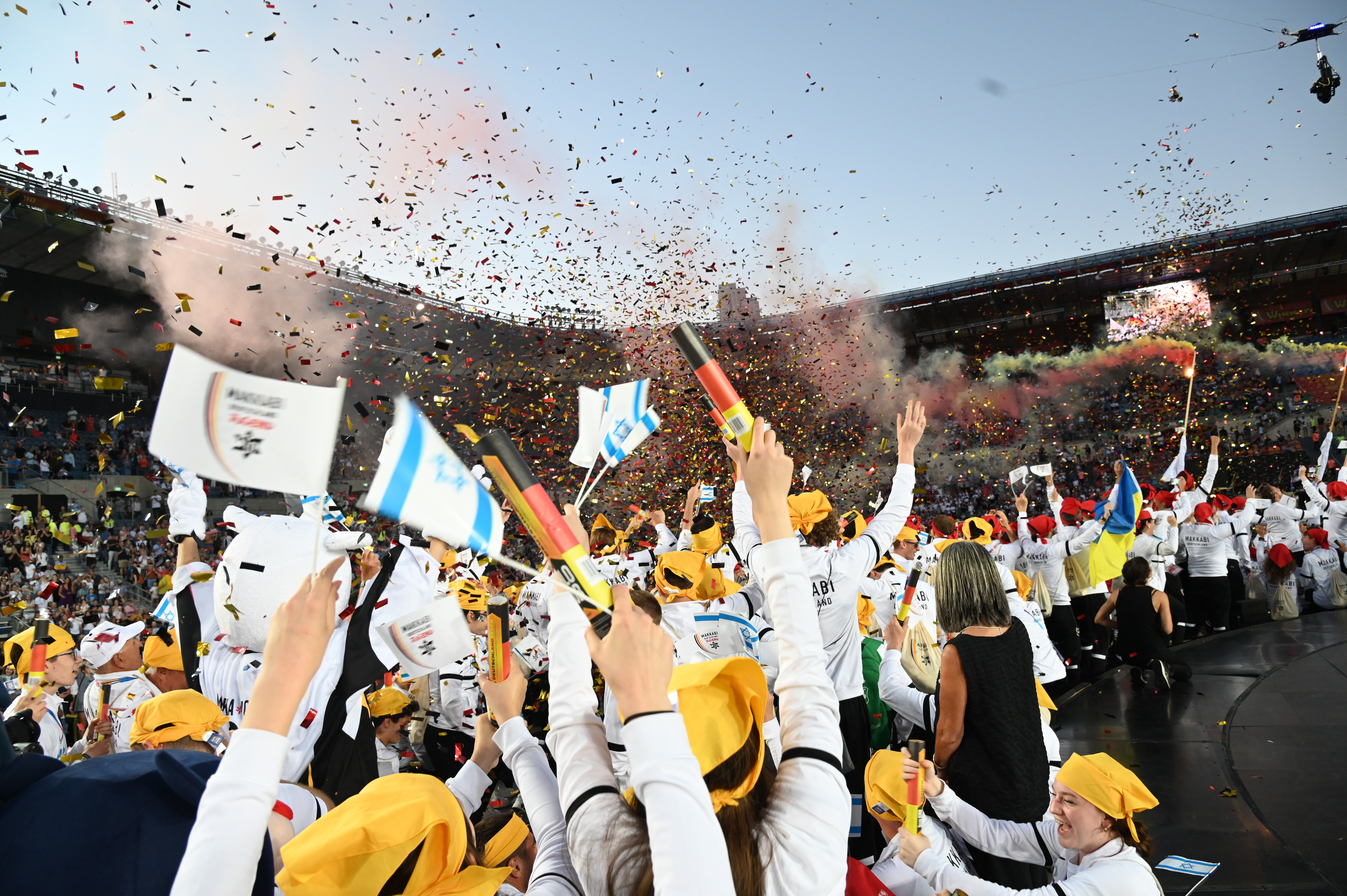
Die deutsche Delegation bei der Maccabiah 2022 im Teddy-Kollek-Stadion in Jerusalem

Kurz nach dem Zweiten Weltkrieg formierten sich in den sogenannten DP-Lagern wieder jüdische Sportgruppen, die sogar ein eigenes Liga-System aufbauten. Außerhalb dieser Lager entstanden in Köln (SC Maccabi) und Berlin (Hakoah) wieder jüdische Sportvereine, die 1950 eine Delegation zur 3. Makkabiade entsandten. Kurz darauf lösten sich diese beiden Vereine allerdings auf bzw. gingen in allgemeinen Sportvereinen auf. Max Loewy, der bereits in der Zwischenkriegszeit ein wichtiger Funktionär im jüdischen Sport gewesen war, etablierte im Jahr 1961 SC Maccabi Düsseldorf. Er war auch die treibende Kraft hinter der Neugründung von Makkabi Deutschland als nationalem Dachverband am 23. Mai 1965 in Düsseldorf. Zu diesem Ereignis waren auch Willi Daume (Präsident des Deutschen Sportbundes und des Nationalen Olympischen Komitees für Deutschland), Heinz Galinski, der langjährige Vorsitzende der jüdischen Gemeinde Berlins, und andere Funktionäre gekommen. Werner Nachmann wurde zum Präsidenten von Makkabi Deutschland gewählt, als Stellvertreter Walter Feuchtwanger. Makkabi wurde in den Deutschen Sportbund als Mitglied mit besonderer Aufgabenstellung (wie z. B. auch die katholische DJK oder andere orts- und fachverbandsübergreifende Dachverbände) aufgenommen. 1969 nahm erstmals seit 1932 wieder eine deutsche Mannschaft an der Makkabiade in Israel, teil.
Vom 27. Juli bis 5. August 2015 war Makkabi Deutschland Gastgeber der 14. European Maccabi Games (EMG) in Berlin. Zum ersten Mal fanden die EMG in Deutschland statt – genau 70 Jahre nach Ende der Shoah. Als Ausrichter feierte Makkabi Deutschland im Jahre 2015 auch sein 50-jähriges Bestehen seit der Neugründung nach dem Krieg. Die EMG wurden im Berliner Olympiapark ausgetragen, wo deutschen Juden die Teilnahme an den Olympischen Spielen 1936 verboten wurde. Über 2000 Athleten, Trainer und Betreuer aus 30 europäischen Ländern, EU-Partnerländern und der ganzen Welt nahmen teil. Die Eröffnungsfeier wurde moderiert von Palina Rojinski und Yigal Ravid. Die Eröffnungsrede hielt der damalige Bundespräsident Joachim Gauck. Matisyahu, Adel Tawil, Dana International, Nadav Guedj und weitere Acts traten auf.
Die 2. Maccabiade fand vom 13. – 16. Mai 2016 in Duisburg-Wedau statt. Rund 400 Athleten aus 20 Makkabi-Ortsvereinen begleitet von zahlreichen Gästen und Zuschauern aus ganz Deutschland, aber auch aus den Niederlanden, Österreich und der Schweiz nahmen teil. Die Wettkämpfe, begleitet von einem Kulturprogramm, wurden in insgesamt acht Sportarten (Fußball, Basketball, Volleyball, Tennis, Tischtennis, Fechten, Schach und Sportschießen) in rund 25 Disziplinen ausgetragen.
Vom 30. Mai bis 3. Juni 2018 fanden die ersten Makkabi Deutschland Junior Games in München statt. Teilnehmer dieser Veranstaltung waren jüdische und nicht-jüdische jugendliche Sportlerinnen und Sportler mit und ohne gesundheitliche Beeinträchtigungen der Makkabi-Ortsvereine im Alter zwischen 12 und 18 Jahren aus dem gesamten Bundesgebiet sowie aus den Niederlanden, Belgien und der Schweiz. Knapp 400 Teilnehmer kamen, darunter über 300 Sportlerinnen und Sportler, etwa 30 Volontäre sowie Head of Sports für die einzelnen Sportarten, Trainer und Betreuer für jedes Team, das Makkabi Deutschland-Präsidium und das Orga-Team, Sicherheitsteam, Medienteam, Rabbiner und Überlebende des Münchener Attentats während der Olympischen Spiele 1972.
Im Jahr 2020 wurde im Rahmen des Förderprogramms „Demokratie Leben!“ des Bundesministeriums für Familie, Senioren, Frauen und Jugend in Kooperation mit dem Zentralrat der Juden in Deutschland und der Jüdischen Gemeinde Düsseldorf das Präventionsprojekt „Zusammen1“ gegründet. Zusammen1 hat sich zum Ziel gesetzt, auftretenden Antisemitismus im Sport entgegenzutreten. Zudem führte Makkabi Deutschland in Zusammenarbeit mit dem Bundesverband Recherche- und Informationsstelle Antisemitismus (RIAS) 2023 den „Meldebutton“ für antisemitische Vorfälle im Sport ein.
Die Makkabi Deutschland Games 2021 fanden vom 2. bis 5. September statt, über 650 Sportler nahmen an den Wettkämpfen in verschiedenen Disziplinen teil, die Eröffnungszeremonie war das größte jüdische Event des letzten Jahres in Nordrhein-Westfalen. Die Spiele fanden im Rahmen des Jubiläumsjahres „1700 Jahre jüdisches Leben in Deutschland“ statt, bei der Eröffnungszeremonie gab es Grußworte bzw. Redebeiträge von Alon Meyer, Andrea Milz, Stephan Keller und Reiner Calmund. Ein Höhepunkt war die Verleihung des „Makkabäer-Preises“ an Shaul Ladany, einen Überlebenden des Holocaust und des Olympia-Attentats 1972 in München.
Am 29. August 2021 feierte die Makkabi-Bewegung ihren 100. Geburtstag mit einer Feierstunde im Dortmunder Fussballmuseum.
Am 9. November 2022 besuchte Bundesaußenministerin Annalena Baerbock das Hauptstadtbüro in Berlin. An diesem 84. Jahrestag der Reichspogromnacht gedachten sie gemeinsam der Schrecken der Vergangenheit und diskutierten über den Antisemitismus in der Gesellschaft und im Sport.
Vom 2. bis 9. Januar 2023 richtete Makkabi Deutschland die Makkabi Deutschland WinterGames 2023 in Ruhpolding / Bayern aus – die ersten Makkabi Wintersportwettkämpfe seit 1936 mit über 400 Teilnehmenden aus 20 Ländern von fünf Kontinenten – darunter die Ukraine, Israel, die USA und Australien. Am 8. Januar 2023 endete das Event mit einer feierlichen Zeremonie samt Siegerehrungen. Die erfolgreichsten Delegationen waren Deutschland, Israel und die Tschechische Republik. Deutschland belegte den 1. Platz mit insgesamt 14 Goldmedaillen, gefolgt von Israel auf dem 2. Platz mit 12 Goldmedaillen und der Tschechischen Republik auf dem 3. Platz mit insgesamt 13 Goldmedaillen. Die Makkabi Deutschland WinterGames belebten eine Tradition wieder, zuletzt fanden jüdische Winterspiele 1933 in Polen und 1936 in der damaligen Tschechoslowakei statt, bevor sie von den Nationalsozialisten verboten wurden und dann auch innerhalb der weltweiten Makkabi-Bewegung in Vergessenheit gerieten.
Am 13. Dezember 2023 war Alon Meyer als Sachverständiger in eine Sitzung des Sportausschusses im Deutschen Bundestags eingeladen. Es wurde eine gemeinsame Erklärung der Mitglieder des Sportausschusses von SPD, CDU/CSU, Bündnis 90/Die Grünen und FDP verabschiedet.

## Struktur
Es bestehen in ganz Deutschland – außer im Saarland und in Thüringen – deutlich über 30 lokale Makkabi-Vereine in den Städten 
- Aachen
- Baden-Baden
- Bad Homburg
- Bad Segeberg
- Berlin
- Bochum
- Bremen
- Chemnitz
- Dortmund
- Dresden
- Duisburg
- Düsseldorf
- Essen
- Frankfurt am Main
- Frankfurt an der Oder
- Gelsenkirchen
- Halle an der Saale
- Hamburg
- Hannover
- Heidelberg
- Karlsruhe
- Kiel
- Koblenz
- Köln
- Leichlingen
- Leipzig
- München
- Nürnberg (2×)
- Osnabrück
- Recklinghausen
- Rostock
- Schwerin
- Stuttgart
- Wiesbaden
- Wuppertal

Die Vereine zählen über 5000 Mitglieder in diversen Sportarten.
Größter Ortsverein ist der TuS Makkabi Frankfurt: Mit über 4.500 Mitgliedern und 27 Abteilungen macht er gut zwei Drittel der Gesamtmitglieder Makkabi Deutschlands aus. Die Basketball-Senioren spielen derzeit in der Regionalliga Südwest. An zweiter Stelle folgt der TSV Maccabi München mit etwa 900 Mitgliedern, gefolgt vom TuS Makkabi Berlin, dem wohl bekanntesten Makkabi Klub Deutschlands, dessen Schachspieler zahlreiche Meisterschaften auf deutscher Ebene gewonnen haben; die Fußballmannschaft des Vereins spielt in der Nordstaffel der Fußball-Oberliga Nordost und gewann 2023 erstmals den Berliner Landespokal, wodurch sie 2023/24 als erster jüdischer Verein am DFB-Pokal teilnehmen konnte. Besonders erfolgreich ist auch TuS Maccabi Düsseldorf, die aktuell in der Basketball-Oberliga spielen. Viele der Vereinigungen beteiligen sich am Wettkampfbetrieb der jeweiligen Fachverbände ihrer Sportarten.

## Preise
- Ehrenpreis des Bundesministeriums des Innern und für Heimat

Am 27. Februar 2024 wurde Makkabi Deutschland im Rahmen des Bundesprogramms gegen Rechtsextremismus und Menschenfeindlichkeit im Sport mit diesem ausgezeichnet. Diese Auszeichnung würdigt herausragende Leistungen im Bereich Bildung und Sport. Die Verleihung des Preises erfolgte in Anerkennung der kontinuierlichen Bemühungen von Makkabi Deutschland.
- Julius-Hirsch-Preis

Am 13. November 2023 wurde das Team von Zusammen1 unter der Leitung von Luis Engelhardt mit dem 3. Preis des Julius-Hirsch-Preis  ausgezeichnet. Diese Auszeichnung würdigt das Engagement von Zusammen1 für Bildungsprojekte, die seit vier Jahren erfolgreich durchgeführt werden.
- Elnet Award

Am 28. September 2023 wurde Makkabi Deutschland mit dem Elnet Award des European Leadership Network (ELNET) gehrt. Diese Auszeichnung würdigt Personen und Projekte für ihr Engagement in den deutsch-israelischen Beziehungen sowie für jüdisches Leben in Deutschland. Makkabi Deutschland erhielt die Auszeichnung in der Kategorie Gesellschaft für das Präventionsprojekt Zusammen1.
- Buber-Rosenzweig-Medaille

Am 6. März 2022 wurde Makkabi Deutschland mit der Buber-Rosenzweig-Medaille des Deutschen Koordinierungsrats der Gesellschaften für Christlich-Jüdische Zusammenarbeit ausgezeichnet. Diese Medaille würdigt das Engagement von Makkabi Deutschland für ein respektvolles und gleichberechtigtes Miteinander im Sport und darüber hinaus. Die Auszeichnung hebt die Rolle des Sports als Ort der Begegnung und des menschlichen Miteinanders hervor und würdigt Makkabi Deutschlands Einsatz für demokratische Werte und interkulturelles Verständnis.

## Internationale Erfolge (Auswahl)
- 2003: Bei den 11. Europäischen Makkabi-Spielen in Antwerpen belegte die deutsche Mannschaft im Medaillenspiegel mit sechs Gold-, sieben Silber- und acht Bronzemedaillen Platz drei in der Medaillenwertung. Bei den vorangegangenen Spielen in Stirling (Schottland) hatte das deutsche Team mit zwölf Gold-, drei Silber- und sieben Bronzemedaillen sogar den ersten Platz in der Nationenwertung belegt.
- 2005: Bei der 17. Maccabiah (10. Juli bis 21. Juli 2005) in Israel errang Makkabi Deutschland zwei Gold-, fünf Silber- und zwei Bronzemedaillen.
- 2007: Bei den 12. Europäischen Makkabi-Spielen in Rom belegte Deutschland im Medaillenspiegel Platz 6 mit fünf Gold-, sechs Silber- und 18 Bronzemedaillen.
- 2009: Bei der 18. “Chai” Maccabiah (12. bis 24. Juli 2009) in Israel, den bis dato größten Makkabi-Weltspielen, trat Deutschland mit einer Delegation von 180 Teilnehmern an. Es war dies die größte deutsche Delegation, die je an einer jüdischen Sportveranstaltung teilgenommen hat.
- 2013: Die 19. Maccabiah (17. bis 30. Juli 2013) fand in Israel statt, die Eröffnungszeremonie erstmals seit 2001 wieder in Jerusalem. Mehr als 200 Sportlerinnen und Sportler, Trainer und Betreuer bildeten die größte Delegation von Makkabi Deutschland in der Maccabiah-Geschichte. Die Teilnehmerzahl war zu den vorherigen Spielen nochmals um 20 Personen gewachsen, weil Makkabi Deutschland im Vergleich zu den vorherigen Spielen in mehr Wettkämpfen vertreten war und somit mehr Sportler um Medaillen kämpfen konnten.
- 2017: Für die 20. Maccabiah in Israel stellte Makkabi Deutschland eine Delegation mit über 234 Athletinnen und Athleten und holte intern einen neuen Rekord mit über 46 gewonnenen Medaillen. Wie schon im Jahre 2013 wurde die Eröffnungszeremonie im Teddy-Kollek Stadion in Jerusalem gefeiert. Die 10.000 Teilnehmer zogen vor über 30.000 Zuschauern ins Stadion ein.
- 2019: Die 15. Europäischen Makkabi-Spiele fanden in Budapest statt. Mit über 110 Medaillen war Deutschland das stärkste Team Europas. In 17 von 19 Sportarten errangen die Sportler 42× Gold, 35× Silber und 35× Bronze.
- 2022: Bei der 21. Maccabiah in Israel gewann Makkabi Deutschland insgesamt 51 Medaillen, darunter 10 Goldmedaillen.
- 2023: Makkabi Deutschland belegte bei den Makkabi Deutschland WinterGames 2023 den 1. Platz mit insgesamt 14 Goldmedaillen, gefolgt von Israel auf dem 2. Platz mit 12 Goldmedaillen und der Tschechischen Republik auf dem 3. Platz mit insgesamt 13 Goldmedaillen.

## Ausstellungen
- Kick it like Kissinger. Ein Fußbalphabet. Der Beitrag des Jüdischen Museums Frankfurt und des Jüdischen Museums Franken zur WM 2006 Bis 3. Sept. 2006 in Frankfurt am Main (Museum Judengasse) und in Fürth (Jüdisches Museum Franken)[20]
- Kicker, Kämpfer und Legenden. Juden im deutschen Fußball Bis 15. Dezember 2006, Berlin: Centrum Judaicum (Oranienburger Str. 28–30)

Im Film zur Ausstellung wurde der FC Makkabi Berlin mehrere Monate begleitet. Makkabi-Story im Netz unter
- Schneller, höher, weiter ... Zur Geschichte der Sportbewegung Makkabi 1898 - 1938. Kabinett-Ausstellung im Learning Center des Libeskind-Baus, Lindenstr. 9–14, Berlin[22]

## Film
- Arte Re: Stark am Ball, Deutschland 2022[23]